# Paolo Virno
Paolo Virno (né en 1952 à Naples) est un philosophe italien contemporain dont les ouvrages traitent plus particulièrement de la philosophie du langage.

## Biographie
Ancien militant de l'opéraïsme italien, Paolo Virno, qui se forme politiquement à Gênes, il vit et travaille à Rome.